# Номенклатор
Номенклатор (лат. nomenclātor от nomen «имя» и calare «называть») — в Римской империи специальный раб, вольноотпущенник, реже слуга, в обязанности которого входило подсказывать своему господину (из патрициев) имена приветствовавших его на улице господ и имена рабов и слуг дома. Номенклатор должен был обладать хорошей памятью. 
Также номенклаторы в богатых домах отбирали из толпы пришедших «на поклон» клиентов тех, кто будет приглашен на обед к господину, а также называл названия поданных блюд во время приёма.